# Косагаш (Аягозький район)
Косага́ш (каз. Қосағаш) — село у складі Аягозького району Абайської області Казахстану. Адміністративний центр та єдиний населений пункт Косагаського сільського округу.
Населення — 739 осіб (2021; 981 у 2009, 1015 у 1999, 1243 у 1989).
Національний склад станом на 1989 рік:
- казахи — 100 %